# Zvonko Strnad
Zvonko Strnad (Zagreb, 15. siječnja 1926. – Zagreb, 1979.) je bio hrvatski nogometaš. Igrao na poziciji desnog krila. Odlikovala ga je velika brzina, izvrsna sposobnost driblanja, pucanja i preciznost nabacivanja.

## Nogometaška karijera
Nogomet počeo u zagrebačkim niželigaškim klubovima. Igrao za Zagorca, poslije rata za Metalca i potom Dinamo. Uskoro je morao odslužiti vojsku, po političkoj liniji kao mnogi hrvatski igrači morao je u beogradski Partizan s kojim je osvojio prvenstvo 1949. godine. Nakon nepune dvije godine vratio se u Dinamo u kojem je i završio karijeru. Za Dinamo je odigrao 45 utakmica u službenim natjecanjima i postigao osam pogodaka. U Dinamo je osvojio prvenstva 1947./48. i 1953./54. i kup 1951. godine. Karijeru je prekinuo zbog teške ozljede meniska. Strnadovo znanje nije ostalo neprimijećeno te je bio pozvan u B reprezentaciju Jugoslavije za koju je odigrao dvije utakmice.